# TrES-4b
TrES-4b هو كوكب كوكب خارج المجموعة الشمسية يقع في كوكبة الجاثي. اكتشف علي يد فريق دولي من علماء الفلك.

## سبب التسمية
أطلق علية العلماء اسم تي آر إي إس - 4 لأنه الكوكب الرابع خارج المجموعة الشمسية الذي تكتشفة «الشبكة عبر الأطلسية لمسح الكواكب خارج المجموعة الشمسية» المعروفة باسم (TrES).

## وصف الكوكب
الكوكب الأكبر كتلة، والأقل كثافة بين كل الكواكب المعروفة الكتلة والقطر التي تم اكتشافها حتى الآن. الكوكب هو غازي، وعملاق، فهو ضعف حجم كوكب المشتري وله امتداد أشبة بالذيل.
يدور الكوكب العملاق تي آر إي إس - 4 حول نجمه الذي يبعد عن الأرض بـ440 فرسخاً ًفلكياً، (أي نحو 1435 سنة ضوئية).

## الكوكب العابر
الكوكب العابر هو الكوكب الذي يمر مباشرة أمام نجمة عندما يرصد من الأرض، فعندما تحدث هذة الظاهرة يحجز الكوكب بعض الضوء مثلما يحدث مع الأرض في ظاهرة الكسوف.